# Walsweer
Walsweer of Waliswere is een rechthoekige wierde op een kwelderwal aan de Klinkenborgerweg tussen de dorpen Kantens en Eppenhuizen in de gemeente Het Hogeland in de Nederlandse provincie Groningen. Begin twintigste eeuw was de hoogte 2,5 meter boven NAP, dat is bijna twee meter boven het maaiveld. De wierde was vanouds bijna vier hectare groot. Het noordwestelijke deel van de wierde is echter afgegraven. Aan noord- en zuidzijde van de wierde staan twee kop-hals-rompboerderijen. De zuidelijke boerderij heet Walsemaweer en de noordelijke Walsweer.
De Klinkenborgerweg is deels dwars door de wierde heen gegraven en loopt met een bocht tussen beide boerderijen door. De oude naam van de Klinkenborgerweg is Walsweersterweg. Deze weg liep echter vanaf Walsweer niet in westelijke richting, maar via de reed van de noordelijke boerderij en de notweg door en sloot aan op de Knolweg ten noordwesten van Walsweer. Na de aanleg van de Klinkenborg en het Boterdiep in de 17e eeuw is deze weg verdwenen en resteert alleen de notweg.

## Geschiedenis
De wierde ontstond net als Oldorp en mogelijk Huizinge op een kwelderwal in het dichtslibbende gebied achter de haakwallen tussen Usquert en Uithuizen. De wierde lag langs de vroegere Smauch (ook Smook of Smuik). De wierde wordt (gebaseerd op de vondst van resten van een tefrietmaalsteen (ook gevonden in Brillerij) gedateerd op de 1e eeuw na Chr. Omdat weinig sporen van bewoning zijn aangetroffen en de wierde nu lager is dan veel andere wierden, wordt aangenomen dat deze een aantal eeuwen verlaten is geweest in verband met de hogere stand van de zee en in die tijd dus niet is opgehoogd. Amateurarcheoloog Willem Holtman vond in 1991 een aantal Schotse munten van rond het jaar 750. Ook zijn er kogelpotscherven aangetroffen (hoge middeleeuwen) en andere resten van bewoning uit de periode tussen 750 en 1500. In de goederenlijsten van de Abdij van Werden komt tussen Rottum en Eelswerd het dorp Haggonuuerua voor, hetgeen vermoedelijk'wierde van Haggo' betekent. Daarbij zou het goed om Walsweer kunnen gaan.
In 1372 woonden hier Scelto en zijn echtgenote Sjabbe de Walliswere. De naam komt verder voor als Waliswere (1415), Walsweert (1496) en tho Walsweer (1540). De naam kan op verschillende manieren verklaard worden: van Oudfries *walla of walle ('bron') of van wal ('dijk, verdedigingswal') met de uitgang -weer ('bezit, land, boerderij' of 'waterkering'). Gezien de ligging in het landschap ligt 'boerderij bij de bron' het meest voor de hand.
Op of nabij de wierde heeft een steenhuis gestaan. Het steenhuis wordt in 1415 genoemd, maar mogelijk woonden Scelto en Sjabbe hier al eerder. De locatie van het steenhuis is onbekend, maar bij een verbouwing van de noordelijke boerderij werden wel stenen aangetroffen die erop kunnen wijzen dat het steenhuis op de plek van die boerderij heeft gestaan. In een latere oorkonde uit 1475 is geen sprake meer van een steenhuis, maar van een edele heerd. In 1540 is er sprake van vier boerderijen.
In de negentiende eeuw werden twee boerderijen samengevoegd in de boerderij Walsemaweer. Deze boerderijen stonden ten noorden van de notweg (vroegere Walsweersterweg) ten westen van boerderij Walsweer: Een halverwege Klinkenborg en Walsweer en een aan de zuidelijke oever van de Eppenhuistermaar. Deze laatste boerderij heette Egypte, wat volgens Holtman verwijst naar zigeuners ('Egyptenaren', vergelijk: Gypsies) die hier vroeger woonden. Bij dit huis was van 1663 tot 1877 een overzet (schouw) over de Eppenhuistermaar. In 1878 werd het huis verlaten en vervolgens afgebroken. De andere boerderij aan de notweg werd eveneens afgebroken in de 19e eeuw. Boerderij Walsemaweer zelf was tot in de 19e eeuw georiënteerd in west-oostrichting. In 1869 werd de boerderij echter herbouwd en geheroriënteerd in noord-zuidrichting. In 1878 werd een dwarshuis aangebouwd aan het middenhuis. In 2008 kwam de boerderij in handen van een collectief van kunstenaars, wetenschappers en consultants, die er onder andere vergaderruimtes exploiteerde en congressen organiseerde. Als gevolg van schade door aardbevingen veroorzaakt door de gaswinning in Groningen werd de boerderij echter in 2018 gesloten voor het publiek.
Boerderij Walsweer had een grote schuur die in 1883 was gebouwd, maar deels waarschijnlijk ouder is. De bijschuur werd in 1985 vervangen door een nieuwe machineloods. In 2007 werd een koelloods bij de boerderij gebouwd. Het woonhuis werd in 1938 herbouwd in late Amsterdamse stijl.
Hoofdplaats: Uithuizen

Dorpen: Adorp · Den Andel · Baflo · Bedum · Eenrum · Eppenhuizen · Hornhuizen · Houwerzijl · Kantens · Kloosterburen · 't Lage van de Weg · Lauwersoog · Leens · Leenstertillen · Lutjewolde · Mensingeweer · Molenrij · Niekerk · Noordwolde · Oldenzijl · Onderdendam · Onderwierum · Oosteinde · Oosternieland · Pieterburen · Rasquert · Rodewolt · Roodeschool · Rottum · Saaxumhuizen · Sauwerd · Startenhuizen (deels) · Stitswerd · Tinallinge · Uithuizermeeden · Ulrum · Usquert · Vliedorp · Vierhuizen · Warffum · Warfhuizen · Wehe-den Hoorn · Westerdijkshorn · Westernieland · Wetsinge · Winsum · Zandeweer · Zoutkamp · Zuidwolde · Zuurdijk

Buurtschappen, gehuchten, wierden en buurten: 1e Nijhoezen · 2e Nijhoezen · 't Aagt · Abbeweer · Alinghuizen · Arwerd · Barnegaten · Bellingeweer · Bethlehem · Beusum · Bokum · Breede · Broek · Het Bultje · De Dingen · De Raken · De Vennen · Den Haver · Deikum · Doodstil · Douwen · Duisterwinkel · Eelswerd · Eemshaven · Elens · Ellerhuizen · Ernstheem · Ewer · Grijssloot · Groot Maarslag · Groot Wetsinge · De Haar · Hammeland · Den Hander · Harssens · Hefswal · Hekkum · Helwerd · Heuvelderij · Hiddingezijl · Holwinde · De Hoogte · De Horn · De Houw · 't Houweel · De Hucht · Kaakhorn · Katershorn · Kattenburg · Klei · Kleine Huisjes · Klein Garnwerd · Klein Maarslag · Klein Wetsinge · Kolham · Koningslaagte · Koningsoord · De Knijp · Kruisweg · Lutje Marne · Lutke Saaxum · Maarhuizen · (Marnehuizen) · Menkeweer · Menneweer · Midhalm · Midhuizen · Mollenhuizen · Nijenklooster · Noordpolder · Noordpolderzijl · Obergum · Oldenzijl · Oldorp · Oosterhorn · Oosterhuizen (Eenrum) · Oosterhuizen (Zuidwolde) · Oudedijk · Oudeschip · Paapstil · Panser · Plattenburg · Polen · Ranum · Reidland · Roodehaan · Schapehals · Schaphalsterzijl · Schilligeham · Schouwen · Schouwerzijl · Sint Annerhuisjes · 't Stort · De Streek · Takkebos · Ter Laan · Tijum · Valcum · Valom · Wadwerd · Walsweer · Westerhorn (De Marne) · Westerhorn (Hogeland) · Westerklooster · Westpolder · Wierhuizen · Wierum · 't Wildeveld · Willemsstreek · Zevenhuizen